# Fullerton, Nebraska
Fullerton är administrativ huvudort i Nance County i Nebraska. Orten har fått sitt namn efter bosättaren Randolph Fuller. Enligt 2020 års folkräkning hade Fullerton 1 244 invånare.